# یواس‌اس اسپایسا (ای‌کی-۱۶)
یواس‌اس اسپایسا (ای‌کی-۱۶) (به انگلیسی: USS Spica (AK-16)) یک کشتی بود که طول آن ۴۰۱ فوت (۱۲۲ متر) بود. این کشتی در سال ۱۹۱۸ ساخته شد.